# Cruzeiro do Sul
Cruzeiro do Sul este un oraș în Rio Grande do Sul, Brazilia.